# حسین ابوترابیان
حسین ابوترابیان (۱۳۲۰ در تهران - ۳ اسفند ۱۳۸۱ در تهران) مترجم اهل ایران است. ظاهراً نام او گاهی به اشتباه «حسن» نوشته شده‌است.

## زندگی
حسین ابوترابیان، در سال ۱۳۲۰ در تهران متولد شد و در رشته دامپزشکی دانشگاه تهران، دکترایش را گرفت. او اگرچه در این رشته تحصیل کرد و سال‌ها مطب دامپزشکی‌اش نیز دایر بود؛ اما بیشترین فعالیتش در حوزه ترجمه آثار اجتماعی، سیاسی و ارتباطات بود و در چند دانشگاه تدریس می‌کرد؛ دانشگاه آزاد و نهاد ریاست جمهوری از جمله مکان‌هایی بود که او در آن‌ها تدریس داشت.
مریم کنی، همسر ابوترابیان می‌گوید: «دکتر ابوترابیان در کلاس‌های درسش، امکان پرسش و پاسخ به دانشجویان می‌داد. او با دانشجویانش در مورد مسائل روز سیاسی و اجتماعی و تاریخ معاصر و نیز نقش ارتباطات در این بین گفت و گو می‌کرد. برای همین اغلب در کلاس‌های درس او تعداد زیادی دانشجو حضور پیدا می‌کردند و در پرسش و پاسخ، دیدگاه‌های خود را در مورد مسائل روز مطرح می‌کردند.»
ابوترابیان در سال‌های آخر عمر، مشغول تدوین کتابی دربارهٔ تاریخ ایران بود که تنها توانست جلد نخست آن را به پایان برساند. این کتاب احتمالاً به حدود ۵ جلد می‌رسید. دکتر ابوترابیان در تاریخ سوم اسفند ۱۳۸۱ در تهران درگذشت و در قطعه هنرمندان بهشت‌زهرا، به خاک سپرده شد.

## کار ترجمه
او اغلب کتاب‌هایی را از زبان انگلیسی به فارسی ترجمه می‌کرد که به نحوی به تاریخ معاصر ایران مربوط می‌شد. اغلب این کتاب‌ها در زمان چاپ خود، جنجالی شدند؛ مثلاً محتویات کتابی که او از خاطرات پرویز راجی با نام خدمتگزار تخت طاووس ترجمه کرد را راجی تأیید نکرده و گفته بود ترجمهٔ درستی از کتابش نیست. اما صحت مندرجات کتاب در خدمت تخت طاووس ترجمه حسن کامشاد را تأیید کرده بود.
اغلب این کتاب‌ها در زمان چاپ خود، جنجالی شده و به تیراژهای چندم رسید؛ مثلاً «پشت پرده تخت‌طاووس» خاطرات مینو صمیمی، خدمتکار فرح پهلوی که تا سال ۱۳۷۰ به چاپ چهارم رسید. «کشیش‌های انگلیسی در دوران انقلاب اسلامی ایران» نوشته پال هنت نیز یکی از کتاب‌های تاریخی- سیاسی است که به‌طور مستقیم به تحلیل شرایط به وجود آمدن انقلاب ۵۷ و سال‌های پس از آن می‌پردازد. «اولین سفرای ایران و هلند» نوشته ویلم فلور ترجمه‌ای دیگر از دکتر ابوترابیان است که به همراه داریوش مجلسی آن را به انجام رسانده‌است. کتاب اولین سفرای ایران و هلند، به معرفی و نقش متقابل نخستین سفیرهای کشورهای ایران و هلند در سرزمین یکدیگر می‌پردازد.
- «مأموریت آمریکایی‌ها در ایران»، آرتور میلسپو، حسین ابوترابیان (مترجم)، تهران، ۱۳۵۶
- پاسخ به تاریخ، محمدرضا پهلوی، حسین ابوترابیان (مترجم)، تهران: زریاب با توجه به مقدمه نوشته شده توسط دکتر ابوترابیان و نحوه مخاطب قراردادن روح اله خمینی و محمدرضا پهلوی که پهلوی را دروغگو خوانده و به روح اله خمینی لقب امام خمینی داده و نقل قول وی را به صورت «فرمودند و تاکید کردند» بیان می‌کند بیانگر نوعی ترس از حاکمیت است و علیرغم انتقاد مترجم از تحریف ترجمه‌های قبلی، با کمال احترام امکان وجود تحریف در ترجمه دکتر ابوترابیان بسیار زیاد است.
- سقوط شاه، فریدون هویدا، حسین ابوترابیان (مترجم)، تهران: اطلاعات
- مشت آهنین، لنی برنر، حسین ابوترابیان (مترجم)، تهران: اطلاعات
- پشت پرده تخت طاووس، مینو صمیمی، حسین ابوترابیان (مترجم)، تهران: اطلاعات
- کشیش‌های انگلیسی در دوران انقلاب اسلامی ایران، پال هنت، حسین ابوترابیان (مترجم)، تهران: اطلاعات
- خدمتگزار تخت طاووس، پرویز راجی، حسین ابوترابیان (مترجم)، تهران: اطلاعات (راجی محتویات این کتاب را تأیید نکرده و گفته بود ترجمهٔ درستی از کتابش نیست. اما صحت مندرجات کتاب در خدمت تخت طاووس ترجمه کامشاد را تأیید کرده بود.[۱])
- پنهانکاری و دمکراسی، اسنانسفیلد ترنر، حسین ابوترابیان (مترجم)، تهران: اطلاعات
- بذرهای توطئه: گزیده اسناد محرمانه وزارت خارجه انگلیس (از اعلامیه بالفور تا قیمومت انگلیس بر سرزمین فلسطین)، دورین اینگرامز (گردآورنده)، حسین ابوترابیان (مترجم)، تهران: اطلاعات
- شترها باید بروند، ریدر بولارد و کلارمونت اسکراین، حسین ابوترابیان (مترجم)، تهران: نشر نو، ۱۳۶۲
- «سقوط ۷۹»، پل اردمن، حسن ابوترابیان (مترجم)
- «اولین سفرای ایران و هلند»، ویلم فلور، حسین ابوترابیان (مترجم)
- اشغال، کار گروه محققان نشریه ساندی تایمز، نشر نو
- خاطرات لیدی شل، نوشته لیدی مری شل، نشر نو
- تاریخ مطبوعات ایران (از شهریور ۱۳۲۰ تا ۱۳۲۶)، اطلاعات
- در کاخ سفید چه گذشت، نوشته دونالد ریگان، البرز
- بریدن دم شیر، محمدحسینی هیکل، اطلاعات
- فرار عقاب‌ها، کن فالت، البرز
- ۴۴۴ روز، تیم ولز، رجا
- خاطرات  آقابکف جاسوس شوروی در ایران
- کا.گ. ب در ایران، ولادیمیر کوزیچکین، نشر نو
- خطا و خیانت در ایران، جورج بال، اطلاعات
- من و خاندان پهلوی  ، نشر فاخته ۱۳۷۱